# Denzel Dumfries
Denzel Justus Morris Dumfries (født 18. april 1996) er en hollandsk fodboldspiller, der spiller for den italienske klub FC Internazionale Milano.